# Эйдапере (остановочный пункт)
Э́йдапере (эст. Eidapere raudteepeatus) — остановочный пункт в Эйдапере на линии Таллин — Пярну. Находится на расстоянии 86 км от Балтийского вокзала.

## История
Лесовозное ответвление Лелле — Эйдапере протяжённостью 18 километров строилось в 1920-х годах комитетом по топливу. До своего роспуска комитет не успел закончить работы, их продолжило и ввело ветку в строй управление Пярну — Таллинской дороги из средств, выделенных Министерством путей сообщения Эстонской Республики.
20 марта 1969 года началась перестройка перегона Лелле — Эйдапере. При этом участок от Лелле до Пярну был закрыт, а узкоколейная линия разобрана, движение осуществлялось по линии Таллин — Лелле — Вильянди — Пярну.

## Описание
На остановке Эйдапере расположен низкий перрон и один путь. На остановке останавливались пассажирские поезда, курсировавшие между Таллином и Пярну. Из Таллина в Эйдапере поезд шёл 1 час и 23-30 минут.